# Macroclinium confertum
Macroclinium confertum är en orkidéart som beskrevs av Franco Pupulin. Macroclinium confertum ingår i släktet Macroclinium och familjen orkidéer.
Artens utbredningsområde är Costa Rica. Inga underarter finns listade i Catalogue of Life.